# Paczkowo (województwo wielkopolskie)
Paczkowo – wieś sołecka w Polsce położona w województwie wielkopolskim, w powiecie poznańskim, w gminie Swarzędz.

## Historia
Wieś duchowna Paczkowo, własność prepozyta kapituły katedralnej poznańskiej, pod koniec XVI wieku leżała w powiecie poznańskim  województwa poznańskiego. W latach 1975–1998 miejscowość administracyjnie należała do województwa poznańskiego. W dawnym dworze, przy ul. Dworskiej, funkcjonował Zespół Szkół (szkoła podstawowa i gimnazjum). Obecnie Szkoła Podstawowa im. Św. Jana Pawła II w Paczkowie ma samodzielny budynek przy ul. Szkolnej 16. Wieś jest siedzibą powstałej w 1952 Rolniczej Spółdzielni Produkcyjnej „Pokój” w Paczkowie, prowadzącej produkcję drobiarską, produkcję roślinną (850 ha gruntów) i usługi rolnicze, remontowe, transportowe oraz magazynowe. Najwcześniejszy dokument zawierający nazwę tej miejscowości w dzisiejszej postaci, tj. Paczkowo, pochodzi z 1329 r. W dokumentach późniejszych występują różne odmiany tej nazwy: Pacovo (1423), Paczcowo (1428), Panczkowo (1508), Pąnczkowo (1563), Pęczkowo (1580), Paczkowo (1798, 1802–1803, 1859), Paczkowo i zgermanizowana forma Patschkowo (1886). Dzierżawcza nazwa Paczkowo pochodzi od nazwy osobowej Paczek, która jest formą pochodną imienia złożonego Pakosław. W 1900 r. władze pruskie, a podczas II wojny światowej hitlerowski okupant, zmienili nazwę Paczkowo na Osthausen. Po odzyskaniu niepodległości przez Polskę w 1918 r. i po II wojnie wieś powróciła do polskiej nazwy Paczkowo.

## Zabytki
- Park przy dworku[5]

## Transport i Komunikacja
Przez Paczkowo przebiega droga krajowa nr 92, droga powiatowa nr 2437P i 2439P oraz linia kolejowa nr 3. Na zintegrowanym węźle przesiadkowym Paczkowo zatrzymują się pociągi Kolei Wielkopolskich oraz Poznańskiej Kolei Metropolitalnej oraz autobusy dziennej linii autobusowej nr 486 obsługiwanej przez Swarzędzkie Przedsiębiorstwo Komunalne Sp. z o.o..

## Ludność
Ludność Paczkowa z każdym rokiem zwiększa się, m.in. dzięki napływowym mieszkańcom.
| Rok  | Liczba ludności | Liczba kobiet | Liczba mężczyzn |
| ---- | --------------- | ------------- | --------------- |
| 2008 | 1320            | 660           | 660             |
| 2009 | 1369            | 687           | 682             |
| 2015 | 1607            |               |                 |
| 2016 | 1655            |               |                 |
| 2017 | 1686            |               |                 |
| 2018 | 1787            | 911           |                 |
| 2019 | 1845            |               |                 |
| 2020 | 1843            |               |                 |
| 2021 | 1862            |               |                 |
| 2022 | 1868            |               |                 |
| 2023 | 1893            |               |                 |
| 2024 | 1894            |               |                 |